# Новосілківська сільська рада (Турійський район)
| Новосілківська сільська рада — сільська рада у Турійському районі Волинської області з адміністративним центром у селі Новосілки. Сільській раді підпорядковані населені пункти: - с. Новосілки - с. Комарів - с. Окунин |

## Склад ради
Рада складається з 13 депутатів та голови.

### Керівний склад ради
| ПІБ                        | Основні відомості                                                 | Дата обрання | Дата звільнення |
| -------------------------- | ----------------------------------------------------------------- | ------------ | --------------- |
| Павлічук Петро Никифорович | Сільський голова, 1965 року народження, освіта, безпартійний      | 26.03.2006   | 31.10.2010      |
| Павлічук Петро Никифорович | Сільський голова, 1961 року народження, освіта вища, безпартійний | 31.10.2010   |                 |

Примітка: таблиця складена за даними джерела

## Загальні відомості
Історична дата утворення: в 1939 році. Водоймища на території, підпорядкованій даній раді: озеро Окунинське.
В Новосілківській сільській раді працює 2 школи: 1 початкова і 1 середня, 2 клуби, бібліотека, 3 медичних заклада, 1 відділення зв'язку, 1 АТС на 100 номерів, 6 торговельних закладів.
Всі села сільської ради не газифіковані. Дороги здебільшо з ґрунтовим покриттям. Стан доріг не задовільний.
На території сільської ради проходить Автошлях Т 0309 Дубище-Піддубці.

## Населення
Згідно з переписом УРСР 1989 року чисельність наявного населення села становила 1379 осіб, з яких 641 чоловік та 738 жінок.
За переписом населення України 2001 року в селі мешкало 848 осіб.

### Мова
Розподіл населення за рідною мовою за даними перепису 2001 року:
| Мова       | Відсоток |
| ---------- | -------- |
| українська | 98,70 %  |
| російська  | 1,18 %   |